# 魍魎ズ
魍魎ズ（もうりょうず）は日本の妖怪ポップユニットである。2017年8月4日に行われた舞台「星になれると思ってた」の劇中ユニットとして誕生、2021年4月28日をもって活動を休止。

## メンバー
- 沼ジュン太郎（ぬまジュンたろう） - プロデューサー、作曲家。手賀沼ジュン。天狗沼.Jと入れ替わりで加入。
- ヤシャミー - 夜叉。車地瑞保。初期メンバー。
- おにがし - 赤鬼。東ヒサシ。途中加入。
- 天狗川ミツ（てんぐがわミツ） - 天狗（2代目）。越川みつお。途中加入。
- みおふぉっくす⤴︎ - 妖狐。あおい未央。途中加入。
- DRA-Q - ドラキュラ伯爵。中川祐。途中加入。
- 御手洗花子（みたらいはなこ） - トイレの花子さん。車地瑞保。途中加入。
- 座敷よしえ（ざしきよしえ） - 座敷童子。よしえ[5]。途中加入。

### 元メンバー
- テロングマツ - 手長。松本高士。初期メンバー。脱退。
- ヤシャオ - 夜叉。吉野晃弘。途中加入後、脱退。
- 天狗沼.J（てんぐぬまじぇい） - 天狗（初代）。手賀沼ジュン。天狗の座を天狗川ミツに譲り、沼ジュン太郎と入れ替わり。
- ミーユキャット - 猫又。鳥居みゆき。初期メンバー。脱退[6]。
- ホーリーアイ - 三つ目小僧。ほりかわひろき。初期メンバー。脱退[6]。
- 孤独ボッチ団長（こどくボッチだんちょう） - 唯一の人間。亀沢孤独。途中加入後、脱退[6]。
- オカキョン - キョンシー。岡本陽介。途中加入後、脱退[6]。

## ディスコグラフィー

### シングル
- 「三千世界の端の端で」（2017年8月4日、MRZ001）

### アルバム
- 『魍魎奇譚』（2019年6月19日、MRZ-0001）

### デジタルシングル
- 「バケモノ行進曲」（2020年12月2日）